# Paradoxo do corvo

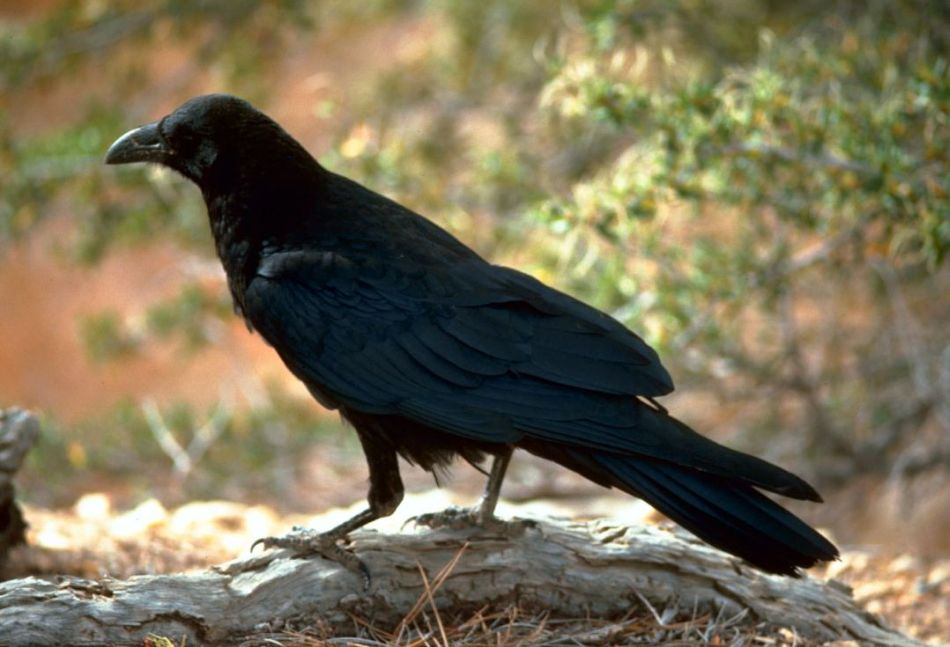
"Este corvo é preto"

Uma das concepções da epistemologia da ciência, no caso, da teoria verificacionista de fundamentação de uma teoria científica, é de que casos particulares corroboram asserções universais. Assim, "Este corvo é preto" corrobora "Todos os corvos são pretos".
Hempel questionou isto com o seguinte paradoxo:
"Todos os corvos são pretos" é logicamente equivalente a "Tudo que não é preto não é corvo".
∀x(Cx → Px) ≡ ∀x(¬Px → ¬Cx)
Assim, se ∃x(Cx ∧ Px) corrobora ∀x(Cx→Px),
então ∃x(¬Cx ∧ ¬Px) corrobora ∀x(¬Px→¬Cx) que,
sendo aquivalente a ∀x(Cx→Px), esta seria corroborada também.

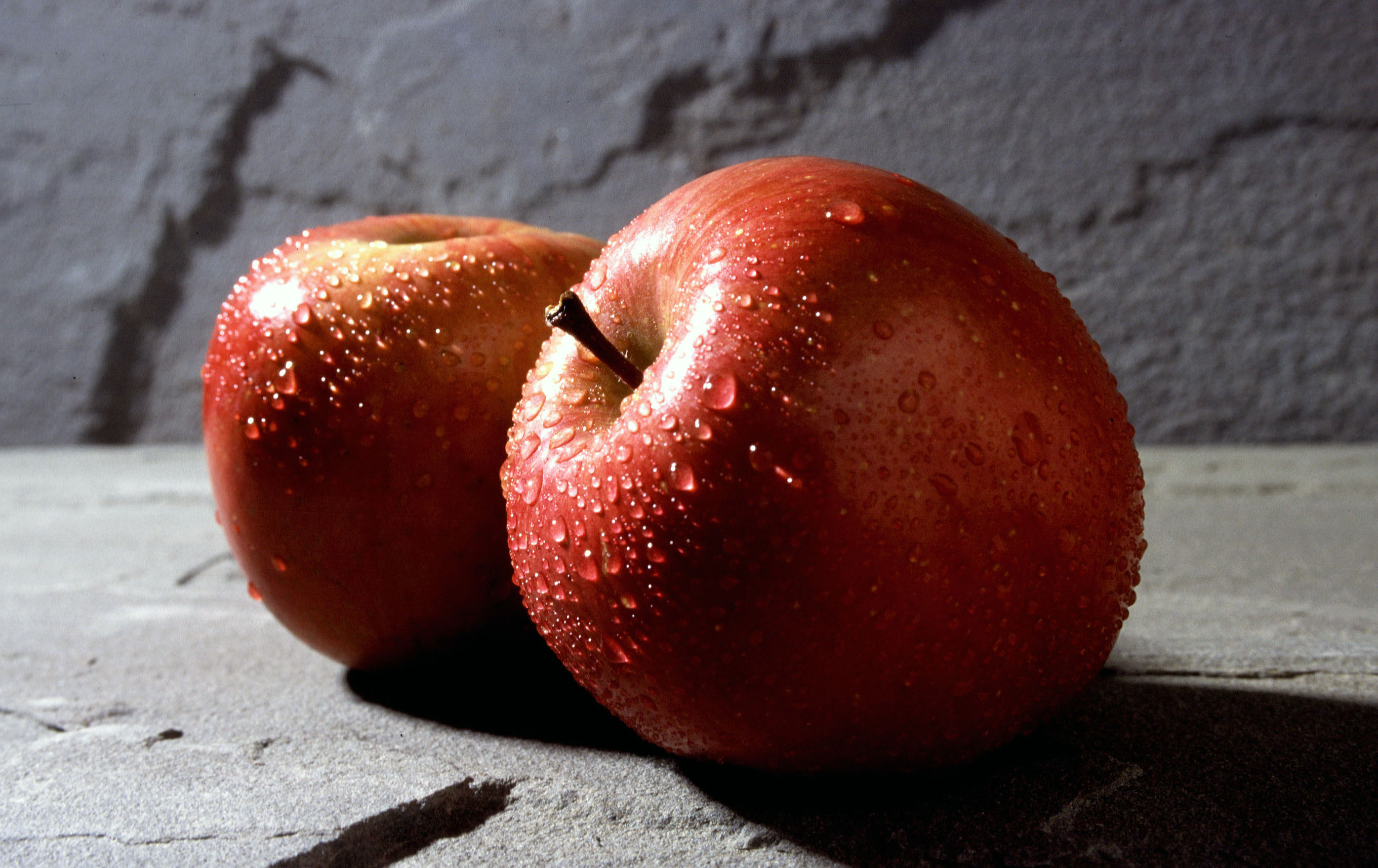
"Isto não é corvo e não é preto"

Isto quer dizer que, se "Este corvo é preto" corrobora "Todos os corvos são pretos", então "Este não-corvo não é preto" corrobora "Tudo que não é preto não é corvo" que, sendo equivalente a "Todos os corvos são pretos", esta seria corroborada também. 
Ou seja, se aceitarmos que casos particulares corroboram asserções universais, deveríamos aceitar que a verdade de "Esta maçã é vermelha" ou "Aquela folha é verde" corrobora "todos os corvos são pretos".
Não se trata aqui de um paradoxo no sentido estrito da palavra. Afinal não há uma contradição. Isso consiste mais em uma demonstração de que se a teoria verificacionista procedesse, ter-se-ia de aceitar que banalidades quaisquer corroboram uma teoria científica.